# Ilenia Lazzarin
Ilenia Lazzarin (Busto Arsizio, 6 settembre 1982) è un'attrice e conduttrice televisiva italiana.

## Biografia
Nata a Busto Arsizio, dall'età di 11 anni ha vissuto a Vercelli. 
Nel 2001 si trasferisce a Napoli, dove si laurea in scienze dell'educazione all'Università degli Studi "Suor Orsola Benincasa".
Nel 2001 entra nel cast della soap opera di Rai 3 Un posto al sole, in cui interpreta il ruolo di Viola Bruni.
Inizia la carriera lavorando in campo pubblicitario per il sito web Clarence. Esordisce come protagonista, nel ruolo di Samantha, di Atlantis (2000) di Gilberto Squizzato, real movie di quattro ore, trasmesso in quattro puntate da Rai 1, basato sulla storia vera di una ragazza madre, con Maurizio Tabani e Roberta Potrich.
Nel 2001 partecipa alla miniserie televisiva Le ali della vita 2, regia di Stefano Reali, con Virna Lisi e Sabrina Ferilli. Nel 2002 interpreta il ruolo di Dari nel film Due gemelle a Roma, diretto da Steve Purcell, con Mary-Kate e Ashley Olsen.
Nel 2006 è nel cast di Un posto al sole d'estate, versione estiva della soap opera di Rai 3. Tra il 2010 e il 2011 gira a Miami alcuni spot e partecipa alle fiction di Rai 1 Un passo dal cielo con Terence Hill e Fuoriclasse con Luciana Littizzetto.
Nel 2014 esordisce in teatro con Come sopravvivere ai lavori in casa, di Michele Caputo, regia di Paolo Migone.
Nel 2016 e 2017 conduce rispettivamente la seconda e terza edizione de Il contadino cerca moglie, in onda su Sky.

## Vita privata
Il 27 ottobre 2018 sposa l'imprenditore Roberto Palmieri; il 29 dicembre successivo dà alla luce il loro primogenito Raoul. Tramite social, dichiara che ad agosto 2020, si è separata dal marito.

## Filmografia

### Cinema
- Due gemelle a Roma, regia di Steve Purcell (2002)

### Televisione
- Atlantis, regia di Gilberto Squizzato  (2000)
- Le ali della vita 2, regia di Stefano Reali (2001)
- Un posto al sole, registi vari (dal 2001)
- Un posto al sole d'estate, soap opera (2006)
- Un passo dal cielo, regia di Enrico Oldoini (2011)
- Fuoriclasse, regia Riccardo Donna (2011)
- Il contadino cerca moglie, programma TV (2016-2017)

### Cortometraggi
- I silenzi del cuore, regia di Onofrio Brancaccio (2005)
- Tutto in un minuto, regia di Andrea Bermani (2007)
- Liberiamo qualcosa, regia di Guido Tortorella (2009)[4]

## Teatro
- Come sopravvivere ai lavori in casa, regia di Paolo Migone (2014)

## Riconoscimenti
- Festival internazionale del cinema di Salerno
  - 2007 – Premio Arechi d'Oro all'interpretazione per Un posto al sole